# آکشی کاپور
آکشی کاپور (به انگلیسی: Akshay Kapoor) (زاده ۱۸ سپتامبر ۱۹۸۰) بازیگر هندی است.
از فیلم‌هایی که وی در آن نقش داشته است می‌توان به متفاوت، مرد شماره یک و کی میدونه فردا چی میشه؟ اشاره کرد.